# Sogeti
Sogeti är ett företag inom Capgemini-koncernen för konsulttjänster inom framförallt IT och engineering. Sogeti har cirka 27 000 medarbetare fördelade på över 100 kontor i 13 länder. I Sverige arbetar över 1 150 konsulter vid företagets 21 svenska kontor. VD för Sogeti Sverige AB är Sergio de Brito.
Namnet Sogeti kommer från Frankrike och är ursprungsnamnet för hela Capgemini-koncernen som grundades av Serge Kampf 1967. Sogeti är en förkortning för SOciété pour la Gestion de l’Entreprise et le Traitement de l’Information (fritt översatt: Ett företag som tillhandahåller tjänster för ledning av företag och informationsbehandling).
Fram till 1992 bar Capgemini-koncernens svenska bolag namnet Cap Gemini Sogeti. Därefter bildades Cap Programator som sedermera kom att heta Cap Gemini och Cap Gemini Ernst & Young. År 2002 bildade Capgemini-koncernen dotterbolag med namnet Sogeti i sex länder för att fokusera på den växande lokala IT-marknaden. Sogeti Sverige AB bildades 1 januari 2003.
Sogeti finns i 13 länder: Belgien, Finland, Frankrike, Nederländerna, Indien, Irland, Luxemburg, Norge, Spanien, Storbritannien, Sverige, Tyskland och USA. Företagen inom Sogeti-koncernen är helägda dotterbolag till Cap Gemini S.A., noterat på Parisbörsen.